# 関西大学博物館
関西大学博物館（かんさいだいがくはくぶつかん）は、大阪府吹田市山手町の関西大学構内にある博物館。

## 概要

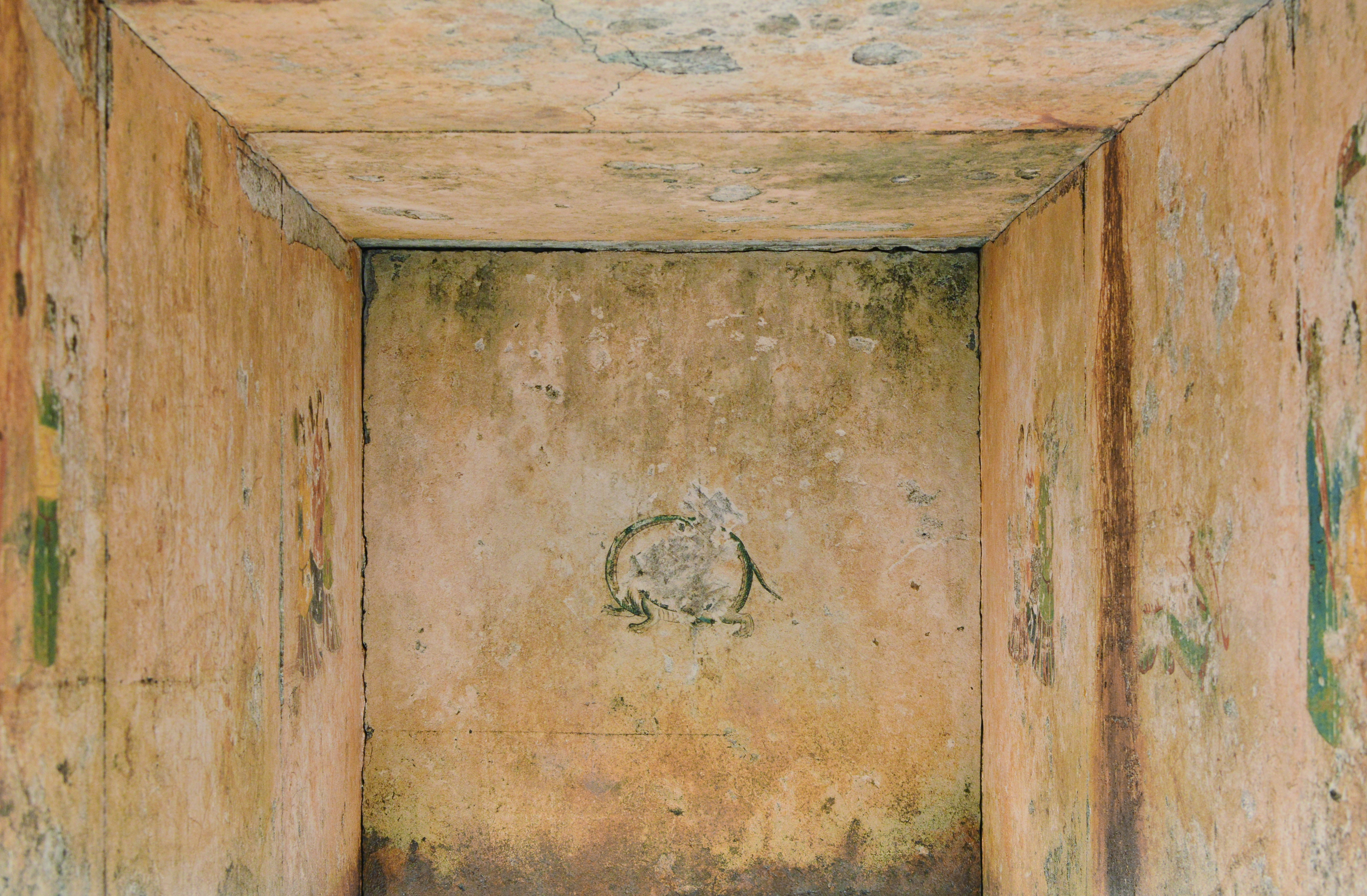
高松塚古墳壁画再現展示室展示

毎日新聞社主・関西大学評議員であった本山彦一の考古資料コレクションを中心に、考古学、歴史学、民俗学にかかわる資料、美術工芸品などを収集展示している。当館は、1952年、当時関西大学に在職していた考古学者末永雅雄が学内に設置した考古学研究室に端を発する。同研究室の発足直後、関西大学は毎日新聞社主であった本山彦一の膨大な考古資料コレクションを遺族から譲渡された。本山コレクションはその一部が前述の考古学研究室で展示されていたが、1960年代に大学紛争が盛んになると、コレクションは安全を期するため、一時大阪市立博物館へ移動された。1974年に文学部考古学資料室として学内での展示を再開。1985年に元図書館の建物である簡文館へ移転した。1994年4月には、博物館法に基づく施設である関西大学博物館として開館した。2008年には高松塚古墳壁画を陶板で再現した高松塚古墳壁画再現展示室を開設。2010年には大阪都市遺産研究センターが設置された。例年、春には企画展、秋には博物館実習の受講生による展示会が行われている。

### 本山コレクション
本山コレクションは、大阪毎日新聞社社長を務め、関西大学評議員でもあった本山彦一が収集した考古資料のコレクションで、重要文化財2件（16点）、重要美術品12点を含む。コレクションの前身は、幕末から明治にかけて活動した政治家・洋学者で東京人類学会初代会長を務めた神田孝平（たかひら）のコレクションを引き継いだものであった。神田の収集品には、重要文化財の石枕（奈良県天理市出土）、埼玉県熊谷市上中条（かみちゅうじょう）出土の人物埴輪、青森県亀ヶ岡遺跡出土の土偶などが含まれる。これに本山自身が収集した日本各地と一部国外のものを含む考古資料も加わった。本山自身の収集には重要文化財の河内国府遺跡（こういせき）出土品が含まれる。このほか、木村蒹葭堂（江戸時代後期の文人・本草学者）や柏木貨一郎（明治時代の工匠・古美術鑑定家）旧蔵の石器もある。このように、本コレクションは広範な時代と地域にわたる考古資料を含み、学史的に重要な遺物を含むことから、その学術的価値が高く評価され、2011年に「本山彦一蒐集考古資料18,945点」として国の登録有形文化財に登録された。

### 簡文館
博物館の入居する建物「簡文館」は、1928年に図書館として建設され、1955年、村野藤吾の設計により円形部分が増築された。博物館展示室入口の受付には、図書館時代の貸し出しカウンターが現存している。簡文館の名称は、中国の古典「中庸」の一節からとられている。2007年には、国の登録有形文化財に登録を経て、2018年3月23日に大阪府指定有形文化財になった。

## 関連人物
- 末永雅雄
- 網干善教（初代館長）
- 薗田香融（第2代館長）
- 上井久義（第3代館長）
- 高橋隆博（第4代館長）
- 藪田貫（第5代館長）
- 西本昌弘（現館長）

## 所蔵文化財
重要文化財
- 河内国府遺跡（こういせき）出土品　大阪府藤井寺市惣社出土、縄文時代
  - 石製けつ状耳飾 6箇（「けつ」の漢字は王偏に「決」の旁）
  - 石製丸玉 1箇
  - 鉢形土器 1箇
  - 高坏形土器 1箇
  - 籠形土器 1箇
  - 銅鏃 5箇
  - 附:土器残欠6箇
- 石枕 奈良県天理市渋谷町（しぶたにちょう）出土

登録有形文化財
- 本山彦一蒐集考古資料18,945点

大阪府指定有形文化財
- 簡文館

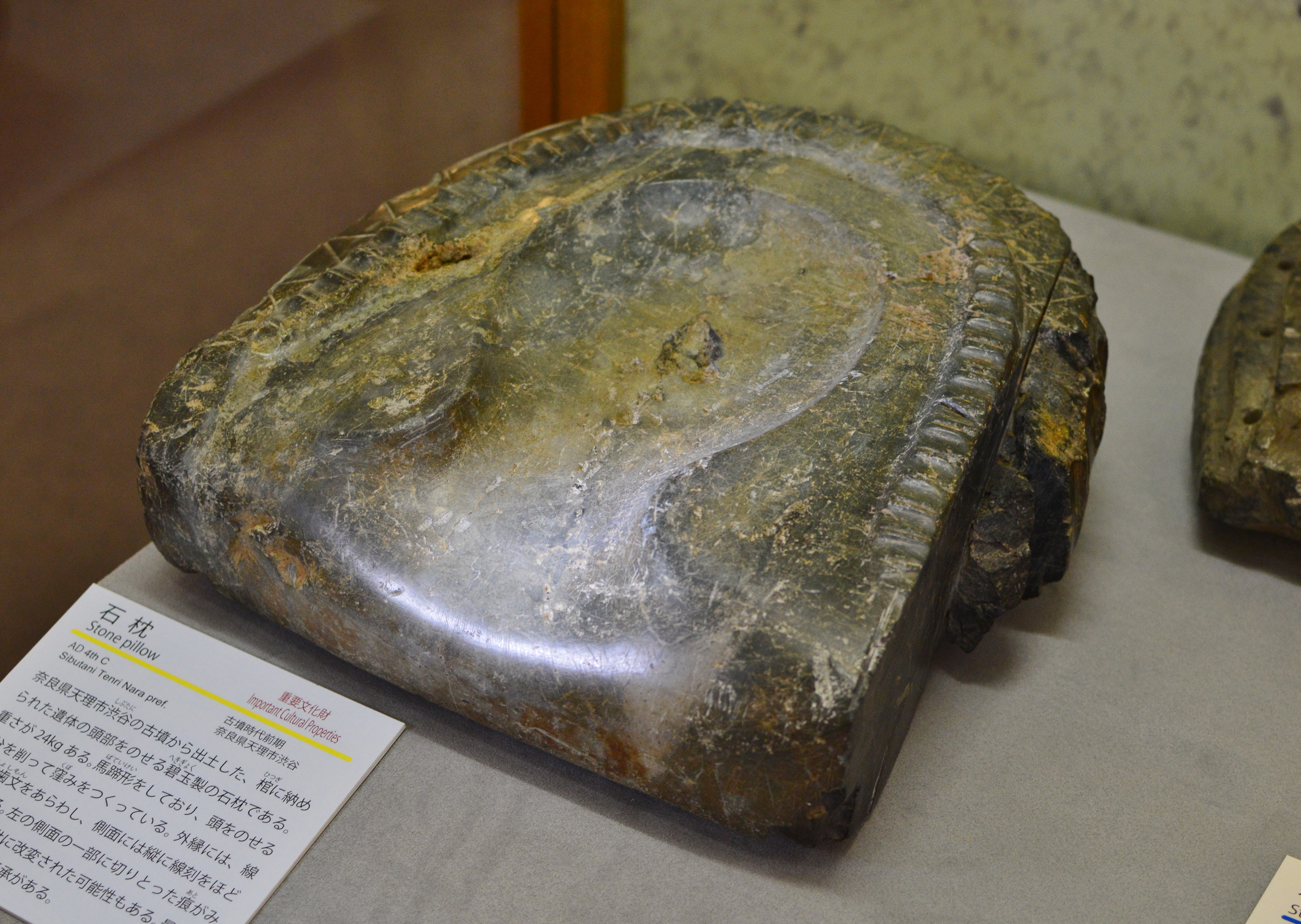
奈良県天理市渋谷町出土 石枕（重要文化財）
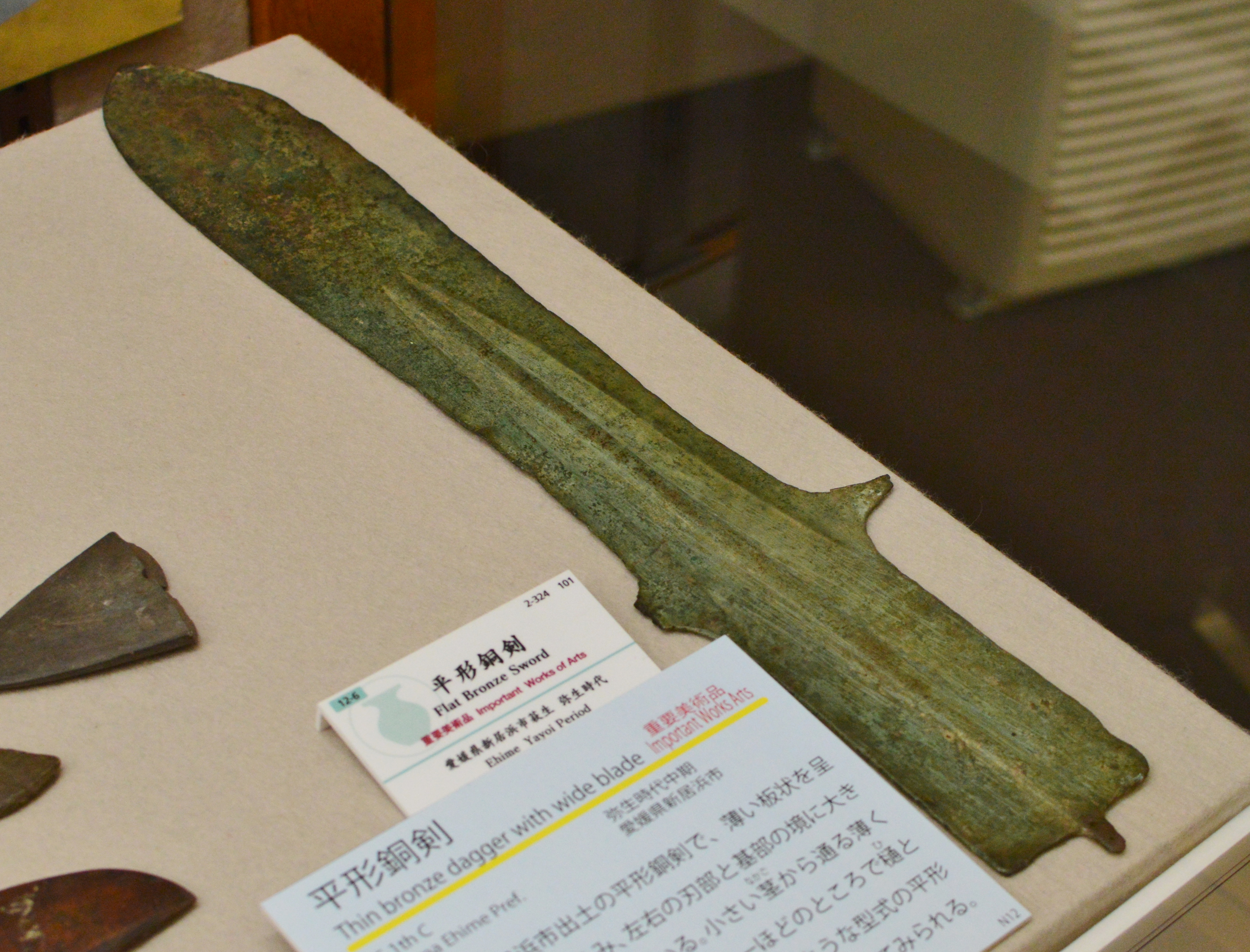
愛媛県新居浜市出土 平形銅剣（重要美術品）
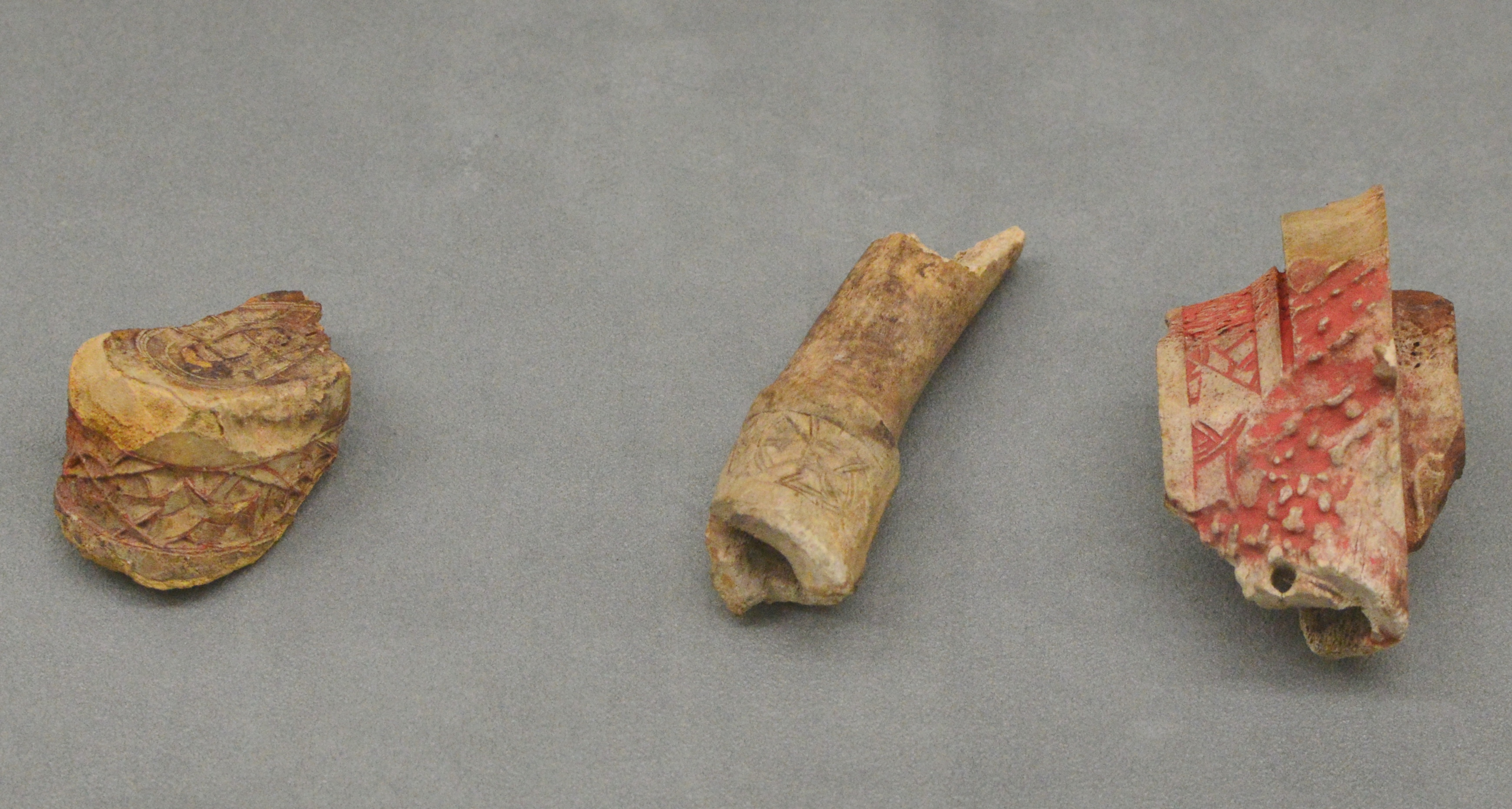
福岡県糸島郡雷山出土 鹿角刀装具（重要美術品）
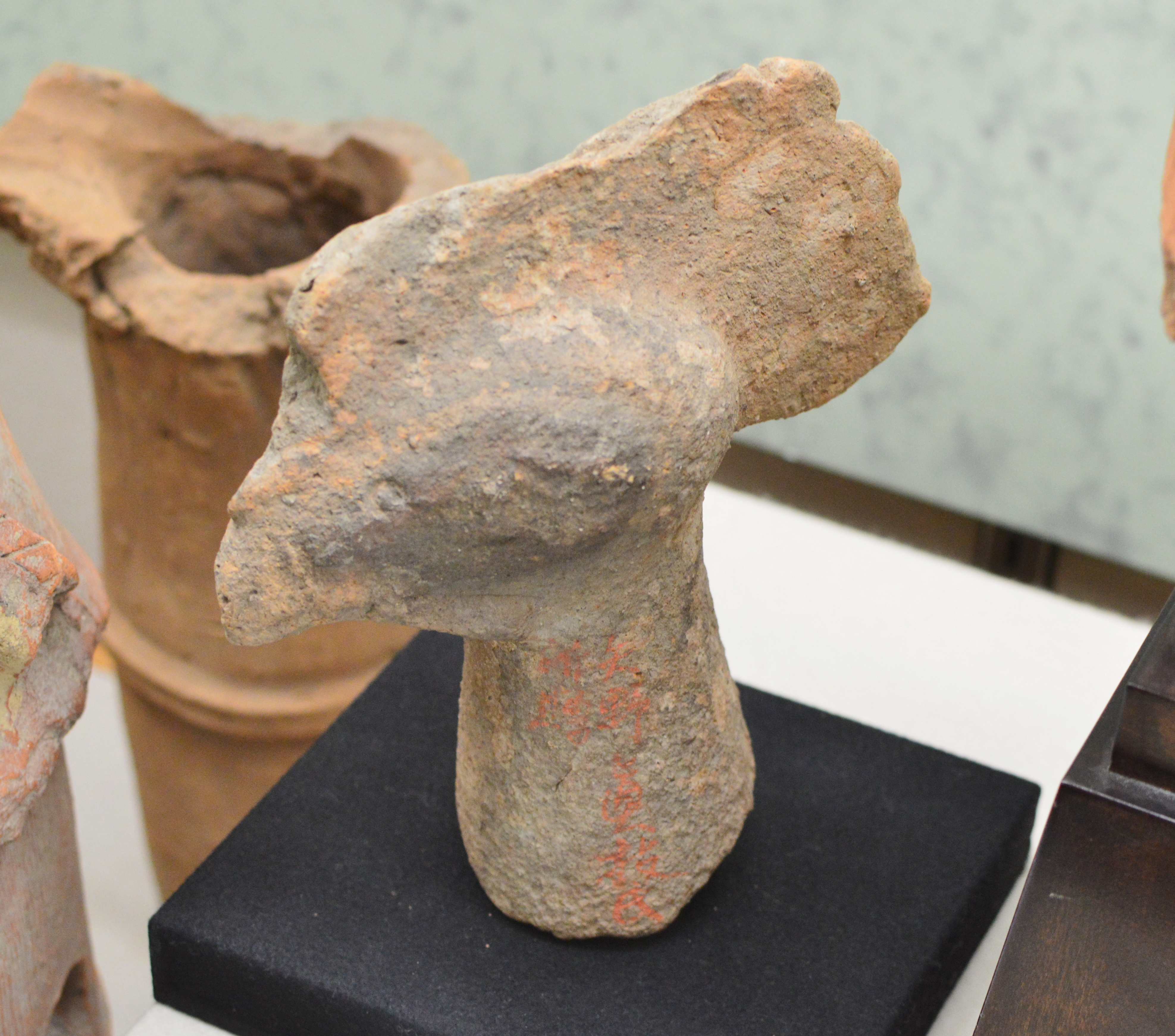
阿蔵古墳出土 鶏形埴輪（重要美術品）
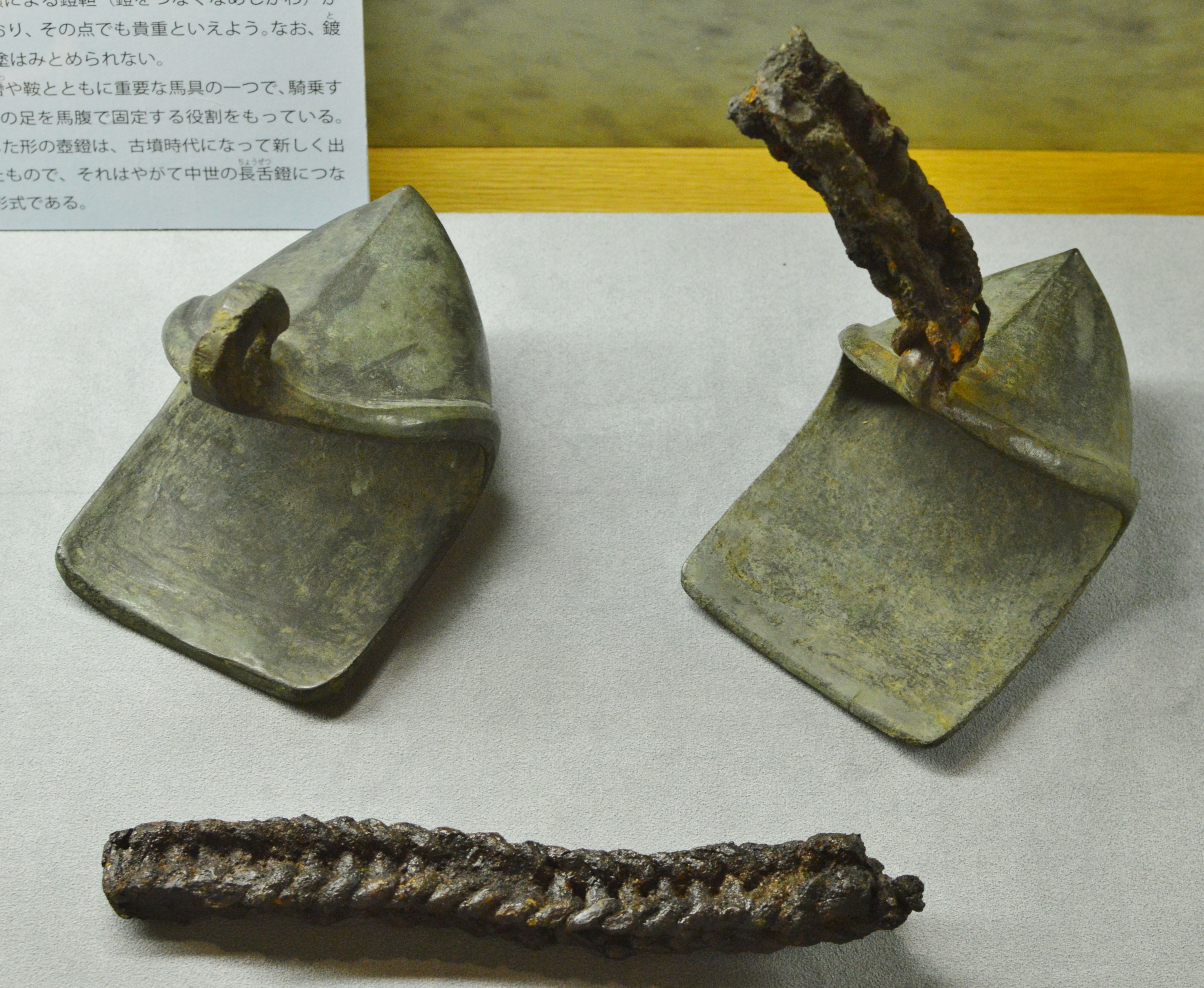
銅製壺鐙（重要美術品）
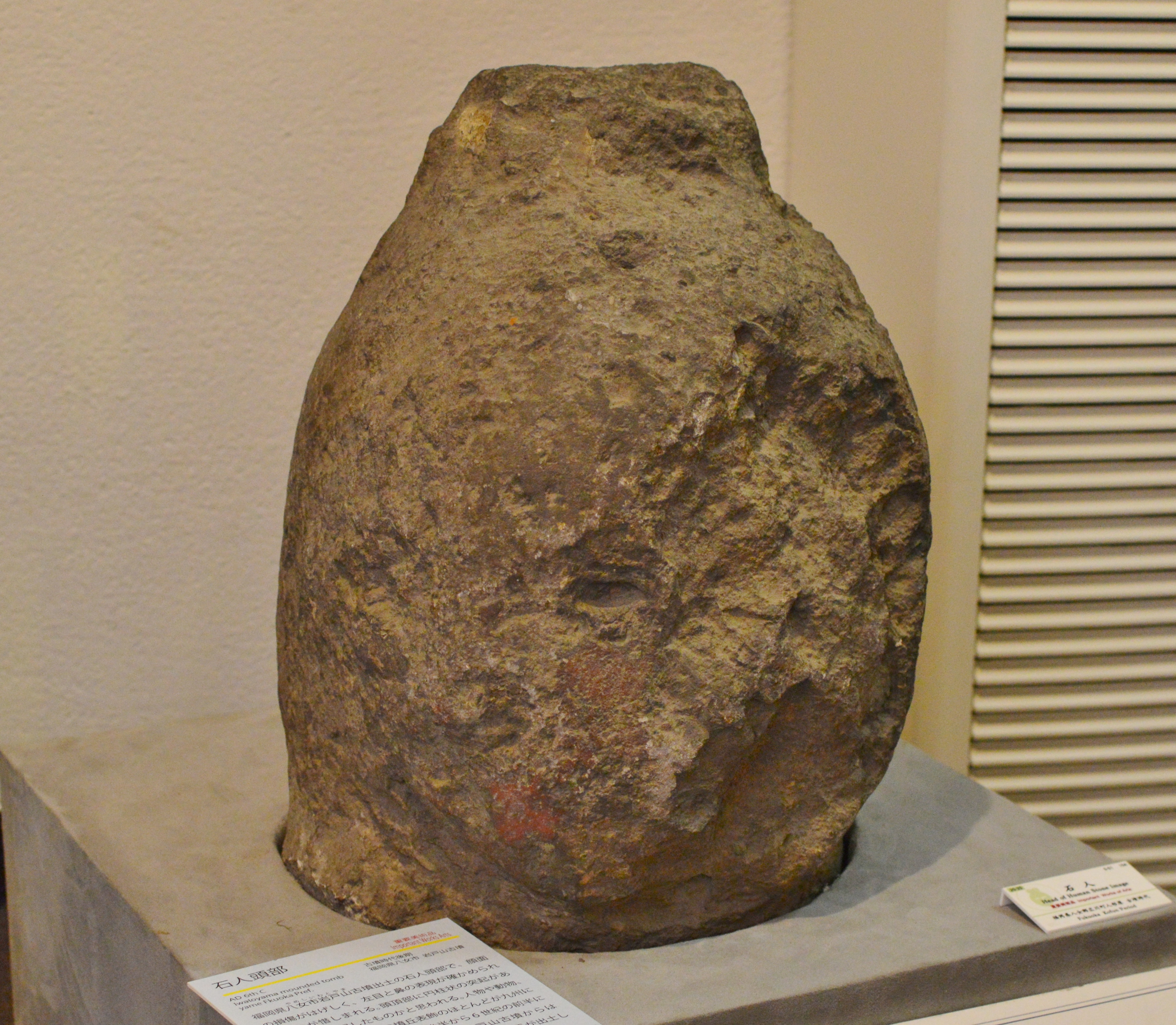
岩戸山古墳出土 石人頭部（重要美術品）
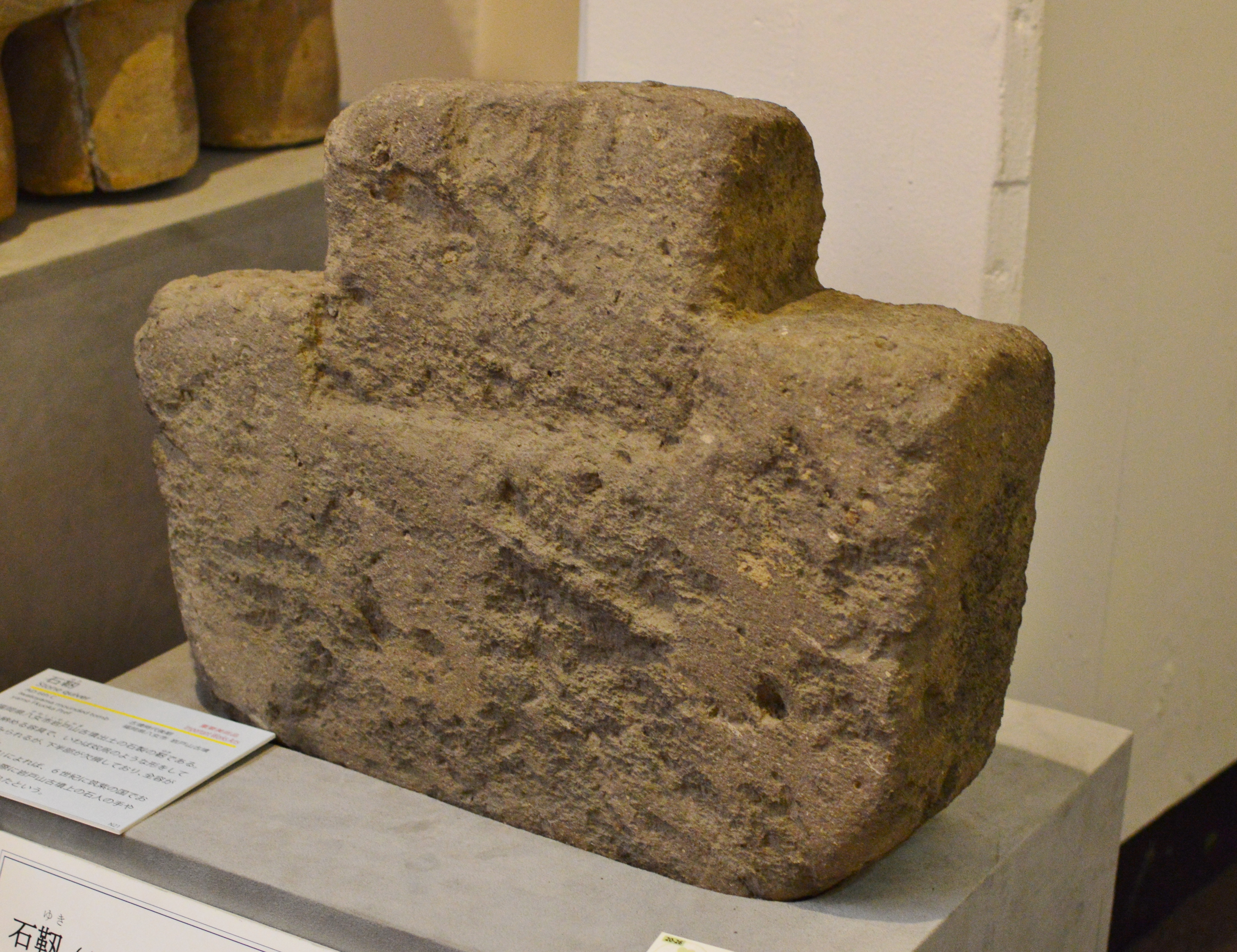
岩戸山古墳出土 石靭（重要美術品）

## 来館案内
- 入館料：無料
- 開館時間：10:00～16:00
- 休館日：土曜日・日曜日、夏季・冬季休業中、その他大学の定めた休館日
- 交通：阪急千里線関大前駅から徒歩10分